# Olivier Andriès
Olivier Andriès est un dirigeant d'entreprise français né en 1962. Il est directeur général de Safran depuis le 1er janvier 2021.

## Carrière
Olivier Andriès est un ingénieur diplômé de l’École polytechnique (promotion 1981) et de l'École des Mines. Il commence sa carrière professionnelle dans la fonction publique, au ministère de l'Industrie puis à la direction du Trésor. En 1993 il est conseiller pour l'industrie dans le cabinet du ministre de l’Économie et des Finances.
Il intègre en 1995 le groupe Lagardère, comme directeur adjoint de la stratégie, puis en tant que conseiller spécial auprès de Jean-Luc Lagardère en 1998. En 2000, il devient directeur de la politique produits chez Airbus, puis en 2005 de la stratégie et la coopération. En 2007 il est nommé directeur de la stratégie d'EADS (depuis Airbus Group).
Il entre dans le groupe Safran en mars 2008, recruté au poste de directeur général adjoint chargé de la stratégie et du développement. En septembre 2009 lui est confiée la coordination de la branche Défense - Sécurité du groupe. En 2011 il est nommé président-directeur général de Safran Helicopter Engines ; il quitte ce poste mi 2015 pour diriger Safran Aircraft Engines, la principale filiale du groupe qui en représente en 2019 la moitié du chiffre d'affaires et lui fournit les deux tiers de son résultat opérationnel.
Après s'être porté en vain candidat en 2014, il est désigné en octobre 2019 par le conseil d'administration pour succéder à Philippe Petitcolin à la direction du groupe,. La passation a lieu le 1er janvier 2021.
En septembre 2024, il devient le président du conseil d'administration de l'École nationale supérieure des mines de Paris.

## Divers
À la suite de son passage chez EADS-Airbus, il fait partie des 17 dirigeants impliqués dans l'affaire EADS et a été à ce titre mis en examen en 2008,.
Il menace en 2025 de ne plus investir dans les villes à municipalité écologiste, compte tenu de l'accueil qui y est fait à ses propositions de réindustrialisation et de création d'emploi.

## Décorations
- Chevalier de la Légion d'honneur (nommé en 2018).
- Officier de l'ordre national du Mérite (nommé le 15 mai 2025)[9].